# Lühr Hogrefe

Lühr Hogrefe

Lühr Hogrefe (* 26. Januar 1900 in Nöpke; † 13. Februar 1942 in Welisch) war Gaugebietsführer des HJ-Gebiets 7 (Nordsee) der Hitler-Jugend (HJ) und Reichstagsabgeordneter der NSDAP.

## Leben
Hogrefe besuchte die Schule in Nöpke und Neustadt am Rübenberge. An der Preußischen und Deutschen Hochschule für Leibesübungen wurde er zum Turn- und Sportlehrer ausgebildet. Diesen Beruf übte er in Melle und Oldenburg aus. 
1925 und 1926 gehörte er dem Jungdeutschen Orden an. Zum 1. Dezember 1930 trat er der NSDAP bei (Mitgliedsnummer 383.895). Ab 1931 war er Führer der Hitlerjugend im Gau Weser-Ems, ab 1932 war er der Gebietsführer des HJ-Gebiets 7 (Nordsee), das sowohl den Gau Weser-Ems wie den Gau Hannover Ost einnahm. Hogrefe organisierte in Bremen 1933 ein HJ-Gebietstreffen. Dort mussten alle gleichgeschalteten Jugendverbände auf seine Anordnung hin teilnehmen. Nachdem er bei der Reichstagswahl am 29. März 1936 erfolglos kandidiert hatte, wurde er am 10. April 1938 zum Abgeordneten des in der Zeit des Nationalsozialismus bedeutungslosen Reichstags gewählt. 
1939 wurde Hogrefe zur Wehrmacht eingezogen. Im Zweiten Weltkrieg fiel er in der Sowjetunion.